# Замок Ругна
«Замок Ругна» (англ. Castle Roogna) — фентезійний роман англійського та американського письменника Пірса Ентоні, третя книга в серії «Ксанф». Власне замок також є резиденцією нинішнього Короля Ксанту.

## Сюжет
Дор, дванадцятирічний син Бінка, чарівник та спадкоємець престолу Ксанфа. Щоб він набув необхідного досвіду, король Ксанфа Трент відправляє його в подорож на 800 років в минуле. Дор повинен здобути еліксир,який здатний оживити, для свого друга-зомбі: адже тільки цей еліксир може перетворити зомбі в людину. Перенісшись в минуле за допомогою чарівного гобелена, юнак потрапить в тіло варвара зі Звичайної. В ті часи, коли Замок лайка ще будувався, Дор зустрічає гігантського павука Стрибуна, знайомиться з дівчиною Міллі, Володарем Зомбі та іншими чарівниками того часу. Дор повинен використовувати свою магію та будь-який інший ресурс, яким він володіє, щоб допомогти відбити вторгнення хвилі земляків і знайти спосіб оживити закоханого в Міллі зомбі в теперішньому часі.

## Головні герої
- Дор
- Стрибун
- Міллі
- Джонатан
- Голем Грунді
- Мерфі
- Вадні
- Ругна